# Tokai (regio)
Tokai (Japans: 東海, Tōkai-chihō; letterlijk Oostzee) is een subregio van de Japanse regio Chubu. De naam heeft betrekking op de prefecturen die langs de Grote Oceaan liggen. De naam is afkomstig van de Tokaido, een van de belangrijkste hoofdwegen van de gokaido die Edo (het huidige Tokio) verbond met Kioto tijdens het Tokugawa-shogunaat.
Omdat Tokai een subregio is en deze niet wettelijk bepaald is, bestaat er enige onduidelijkheid over de afbakening van de regio. Geografisch gezien behoren de prefecturen Aichi, Shizuoka en het zuidelijk deel van Gifu tot deze regio. Echter door de economische banden tussen Aichi, Gifu en Mie wordt de prefectuur Mie, die strikt genomen tot Kansai behoort, ook vaak tot de Tokai gerekend.
De meeste Japanse kaarten rekenen de volgende prefecturen tot Tokai:
1. Aichi
2. Gifu
3. Shizuoka
4. Mie